# Benji (film, 1974)
Pour les articles homonymes, voir Benji.
Pour plus de détails, voir Fiche technique et Distribution.
Benji est un film américain, écrit, produit et réalisé par Joe Camp. Sorti en 1974, il constitue le premier long-métrage mettant en scène les aventures du chien Benji.
Salué par la critique, le film obtient un grand succès à sa sortie en salles, rapportant près de 40 millions de dollars de bénéfices au box-office américain et sera nommé aux Oscars dans la catégorie Meilleure chanson originale pour son thème I Feel Love

## Synopsis
Le film raconte l'histoire d’un petit chien errant nommé Benji. Ce dernier vit dans une maison abandonnée, située à la périphérie d'une petite ville du Texas où il est traité en ami par beaucoup d'habitants qui lui donnent chacun un nom différent. Il obtient de la nourriture et de l'attention chaque fois qu'il rend visite à une de ses connaissances, surtout deux enfants nommés Cindy et Paul dont il est très proche. Mary, leur gouvernante, le nourrit quotidiennement, mais sait que le père des enfants, le docteur Chapman, ne doit pas le découvrir car il la licenciera sur-le-champ. Un jour, Benji rencontre un autre chien errant, un maltais femelle que Mary nomme Tiffany, dont il tombe amoureux.
Lorsque Cindy et Paul sont enlevés par des ravisseurs et retenus en otage contre le versement d’une rançon, Benji tente de les secourir en se précipitant vers la maison des Chapman afin d'alerter les humains, mais il est chassé par Mary, qui ne comprend pas son message. Benji revient alors à la charge en volant la note de rançon, espérant ainsi qu'il obligera la police à le suivre, mais il est arrêté et la note lui est retirée.
De retour sur les lieux du crime, il attrape la première note de rançon de Riley, mais est saisi par Mitch. Tiffany se précipite sur lui en lui mordant la jambe et reçoit un violent coup de pied en retour ; elle n'est pas tuée, mais se casse une jambe. Benji retourne à la maison des Chapman où il découvre que Linda l'a précédé. Elle attrape la note et la met dans son sac à main. Benji a beau aboyer et grogner, Mary ne le comprenant toujours pas, le réprimande et l'emmène. Mais il la mord et se précipite sur Linda, faisant tomber son sac à main et récupère la note. Mary la lit et la transmet au docteur Chapman, qui demande à Linda où sont ses enfants. Démasquée, cette dernière fond en larmes.
Benji conduit ensuite la police, le docteur Chapman et Mary jusqu'au repaire des ravisseurs. Ces derniers sont arrêtés alors qu'ils quittent la maison avec Paul et Cindy. Pour récompenser les deux chiens de leur bravoure, le docteur Chapman accepte finalement de les accueillir chez lui aussi longtemps qu'ils voudront y habiter, à la plus grande joie de Paul et Cindy.

## Fiche technique
- Titre original et français : Benji
- Réalisation : Joe Camp
- Scénario : Joe Camp
- Musique : Euel Box (en)
  - Paroles : Euel Box (en), Betty Box
- Photographie : Don Reddy
- Montage : Leon Seith
- Décors : Harlan Wright
- Producteur exécutif : Ed Vanston
- Directeur de production : Neil Roach
- Maquillage : Carolyn H. Camp
- Supervision : Cal Thomas
- Assistant de production : Pamela Scrape
- Assistant du son : Mark Browning
- Assistant cameraman : James Etheridge
- Son : Bruce Shearin
- Production : Joe Camp
- Société de production : Mulberry Square Releasing
- Budget : 500.000 dollars
- Dresseur : Frank Inn (en)
- Pays d'origine : États-Unis
- Format : Couleurs - 35 mm - 1,85:1 - Mono
- Genre : Drame, Comédie
- Durée : 85 minutes
- Dates de sortie : 
  -  États-Unis : 17 octobre 1974
  -  France : 23 juin 1976

## Distribution
- Higgins (en) : Benji
- Patsy Garrett (en) : Mary
- Allen Fiuzat : Paul
- Cynthia Smith : Cindy
- Peter Breck : Dr. Chapman
- Frances Bavier : La propriétaire du chat
- Terry Carter : Officer Tuttle
- Edgar Buchanan : Bill
- Tom Lester (en) (VF : Claude Mercutio) : Riley
- Christopher Connelly (en) : Henry
- Deborah Walley : Linda
- Mark Slade (en) : Mitch
- Herb Vigran : Lt. Samuels
- Larry Swartz : Floyd
- J.D. Young : Second policier
- Erwin Hearne : Mr. Harvey
- Katie Hearne : Mrs. Harvey
- Ed DeLatte : Bob Fielding
- Victor Raider-Wexler : Payton Murrah

## Bande originale
La bande originale du film est composée, arrangée et dirigée par Euel Box (en). En 1976, la chanson thème, I Feel Love, interprétée par Charlie Rich, remporte le Golden Globes de la Meilleure musique de film et sera nommé aux Oscars pour la Meilleure chanson.
| No  | Titre                                                  | Interprète(s) | Durée |
| --- | ------------------------------------------------------ | ------------- | ----- |
| 1.  | I Feel Love (Benji’s Theme)                            | Charlie Rich  | 3:19  |
| 2.  | I Feel Love (Benji’s Theme Park Montage Intrumental)   | Euel Box (en) | 2:53  |
| 3.  | Pudding Cup / Officer Tuttle and Bill                  | Euel Box      | 2:44  |
| 4.  | Cindy and Benji                                        | Euel Box      | 1:13  |
| 5.  | Encounter with Cat                                     | Euel Box      | 2:20  |
| 6.  | Benji’s second run                                     | Euel Box      | 1:32  |
| 7.  | I Feel Love (Benji’s Theme Rhythm Track Instrumental)  | Euel Box      | 3:19  |
| 8.  | Benji all alone                                        | Euel Box      | 2:30  |
| 9.  | Trucking with Officer Tuttle and Bill                  | Euel Box      | 1:10  |
| 10. | Benji’s run with group (The catch)                     | Euel Box      | 1:50  |
| 11. | I Feel Love (Benji’s Theme Flashback Run Instrumental) | Euel Box      | 2:40  |
| 12. | Benji and Big Dog                                      | Euel Box      | 3:00  |
| 13. | Home Free                                              | Euel Box      | 1:32  |
| 14. | I Feel Love (Benji’s Theme Closing)                    | Charlie Rich  | 1:22  |

## Distinctions

### Récompenses
- Golden Globes 1976 : Meilleure musique de film

### Nominations
- Oscars 1975 : Meilleure chanson

## Sorties

### Sorties cinéma
- États-Unis : 17 octobre 1974
- Argentine : 23 janvier 1975
- Allemagne : 17 octobre 1975
- Australie : 18 décembre 1975
- France : 23 juin 1976
- Pays-Bas : 1er juillet 1976
- Royaume-Uni : 12 septembre 1976
- Danemark : 15 octobre 1976
- Finlande : 13 mai 1977
- Suède : 10 décembre 1977

## Tournage
Benji a été tourné dans les villes de Denton et de McKinney au Texas. La maison située au sud du Tennessee 1104, qui a servi de «maison hantée» où les enfants ont été pris en otage, est aujourd'hui devenue une auberge.